# Coenonympha mackenziei
Coenonympha mackenziei är en fjärilsart som beskrevs av Davenport 1936. Coenonympha mackenziei ingår i släktet Coenonympha och familjen praktfjärilar. Inga underarter finns listade i Catalogue of Life.